# Grands Causses (regionaal natuurpark)

Logo van Grands Causses

Grands Causses is een regionaal natuurpark in Frankrijk. Het natuurpark bestaat sinds 1995 in het departement Aveyron. Het park ligt deels in het gebied van de Grands Causses, vlak bij de Cevennen, en deels in het gebied ten zuidwesten hiervan. Het park heeft een oppervlakte van 327 070 ha en strekt zich uit over 97 gemeenten; de grootste plaats is Millau, waar zich eveneens het hoofdkantoor van het park bevindt.
Er zijn veel schapenrassen in het park. De rivier de Tarn stroomt ook door dit gebied.

## Situering
De belangrijkste deelgebieden zijn:
- Causse Noir
- Causse du Larzac
- Causse de Sévérac
- Plateau van Lévézou (met Pont-de-Salars als hoofdplaats) en les Raspes du Tarn
- de Saint-Affricain (met onder meer de Rougier de Camarès), en het land van Roquefort

De Causses Noir, Sévérac en Larzac worden gerekend tot de Grands Causses. Het plateau van de Lévézou bevindt zich ten westen hiervan. De Saint-Affricain, met Saint-Affrique als hoofdplaats, bevindt zich ten zuiden van de Lévézou en ten zuidwesten van de Grands Causses (Larzac).

## Plaatsen in de Grands Causses
| Causse de Sévérac | Causse du Larzac | Causse Noir | Millavois                                                                                    | Lévézou en Raspes | Rougier, Saint-Affricain en land van Roquefort | |
| --- | --- | --- | -------------------------------------------------------------------------------------------- | --- | --- | --- |
| - Campagnac - La Capelle-Bonance - Saint-Laurent-d'Olt - Saint-Martin-de-Lenne - Saint-Saturnin-de-Lenne - Buzeins - Lapanouse - Lavernhe - Recoules-Prévinquières - Sévérac-le-Château | - Le Clapier - Cornus - Fondamente - Lapanouse-de-Cernon - Marnhagues-et-Latour - Saint-Beaulize - Sainte-Eulalie-de-Cernon - Saint-Jean-et-Saint-Paul - Le Viala-du-Pas-de-Jaux - La Cavalerie - La Couvertoirade - L'Hospitalet-du-Larzac - Nant - Saint-Jean-du-Bruel | - La Cresse - Mostuéjouls - Peyreleau - Rivière-sur-Tarn - La Roque-Sainte-Marguerite - Saint-André-de-Vézines - Veyreau | - Aguessac - Compeyre - Comprégnac - Creissels - Millau - Paulhe - Saint-Georges-de-Luzençon | - Castelnau-Pégayrols - Montjaux - Saint-Beauzély - Verrières - Viala-du-Tarn - Ayssènes - Broquiès - Brousse-le-Château - Les Costes-Gozon - Lestrade-et-Thouels - Saint-Rome-de-Tarn - Saint-Victor-et-Melvieu - Le Truel - Saint-Laurent-de-Lévézou - Saint-Léons - Ségur - Vézins-de-Lévézou | - Belmont-sur-Rance - Montlaur - Mounes-Prohencoux - Murasson - Rebourguil - Saint-Sever-du-Moustier - Arnac-sur-Dourdou - Brusque - Camarès - Fayet - Gissac - Mélagues - Montagnol - Peux-et-Couffouleux - Sylvanès - Tauriac-de-Camarès - La Bastide-Pradines - Calmels-et-le-Viala - Roquefort-sur-Soulzon - Saint-Affrique - Saint-Félix-de-Sorgues | - Saint-Izaire - Saint-Jean-d'Alcapiès - Saint-Rome-de-Cernon - Tournemire - Vabres-l'Abbaye - Versols-et-Lapeyre - Balaguier-sur-Rance - La Bastide-Solages - Brasc - Combret - Coupiac - Laval-Roquecezière - Martrin - Montclar - Montfranc - Plaisance - Pousthomy - Saint-Juéry - Saint-Sernin-sur-Rance - La Serre |

### Rivieren
- Tarn met de:
  -     - Jonte
    - Dourbie
    - Cernon qui a pour affluent le Soulzon
    - Dourdou qui a pour affluent la Sorgues
    - Rance
    - La Muze
- L'Aveyro
- le plateau du Lévézou en Raspes du Tarn
- Rougier de Camarès, Saint-Affricain, land van Roquefort
- Aveyron met de:
  -     - Le Viaur
    - La Serre